# División de Honor de balonmano 1970-71
La División de Honor de balonmano 1970-71 fue la 13.ª edición de la máxima competición de balonmano de España. Se desarrolló en una fase, que constaba de una liga de catorce equipos enfrentados todos contra todos a doble vuelta. El ganador disputaba la Copa de Europa, los dos últimos descendían a Primera División y el undécimo y duodécimo promocionaban.

## Clasificación
| N. | Equipo              | PJ | PG | PE | PP | PTS |
| 1  | Granollers          | 26 | 24 | 2  | 0  | 50  |
| 2  | C.F. Barcelona      | 26 | 21 | 2  | 3  | 44  |
| 3  | Atlético de Madrid  | 26 | 20 | 0  | 6  | 40  |
| 4  | Marcol Lanas Aragón | 26 | 18 | 1  | 7  | 37  |
| 5  | Picadero            | 26 | 15 | 2  | 9  | 32  |
| 6  | Bofarull            | 26 | 12 | 0  | 14 | 24  |
| 7  | Vulcano             | 26 | 10 | 3  | 13 | 23  |
| 8  | Vallehermoso OJE    | 26 | 10 | 2  | 14 | 22  |
| 9  | Anaitasuna          | 26 | 10 | 2  | 14 | 22  |
| 10 | Sabadell Crilenka   | 26 | 10 | 1  | 15 | 21  |
| 11 | Bidasoa             | 26 | 8  | 2  | 16 | 18  |
| 12 | Eguía               | 26 | 8  | 0  | 18 | 16  |
| 13 | OAR Gracia-Danfoss  | 26 | 2  | 0  | 24 | 4   |
| 14 | Pizarro             | 26 | 4  | 3  | 19 | Ret |